# Дэниелс, Дайсон
Дайсон Джеймс Дэниелс (англ. Dyson James Daniels; род. 17 марта 2003, Бендиго) — австралийский профессиональный баскетболист, выступающий за клуб НБА «Атланта Хокс». Играет на позиции разыгрывающего защитника. Был выбран на драфте НБА 2022 года в первом раунде под восьмым номером клубом «Нью-Орлеан Пеликанс».

## Профессиональная карьера

### Джи-Лига НБА Игнайт (2021—2022)
21 июня 2021 года Дэниелс подписал контракт с «Джи-Лига НБА Игнайт», командой развития молодых игроков, созданной самой Джи-Лигой НБА. Он отклонил предложения от нескольких студенческих программ и программы австралийской НБЛ под названием «Некст Стар». Дэниелс участвовал в матче восходящих звёзд НБА на уик-энде всех звёзд НБА 2022 года и помог своей команде выиграть этот мини-турнир. В 26 матчах в Джи-Лиге он в среднем за игру набирал 12 очков, делал 7,1 подбора, 5,1 передачи и 2 перехвата. 16 апреля 2022 года Дэниелс выставил свою кандидатуру на драфт НБА 2022 года.

### Нью-Орлеан Пеликанс (2022—2024)
Дэниелс был выбран под общим восьмым номером на драфте НБА 2022 года командой «Нью-Орлеан Пеликанс». Дэниелс присоединился к составу «Пеликанс» на Летнюю лигу НБА 2022 года. Однако Дэниелс получил растяжение связок правого голеностопа во второй четверти матча стартового матча Летней лиги против «Портленд Трэйл Блэйзерс», из-за чего Дэниелс выбыл до конца Летней лиги. 9 июля 2022 года Дэниелс подписал контракт новичка с «Пеликанс».

### Атланта Хокс (2024—настоящее время)
6 июля 2024 года Дэниелс, Эй Джей Лидделл, Ларри Нэнс-младший и Коди Зеллер (через «sign-and-trade»), выбор в первом раунде драфта 2025 года (от «Лейкерс») и условный выбор в первом раунде драфта 2027 года были обменяны в «Атланта Хокс» в обмен на Деджонте Мюррея.
8 ноября Дэниелс совершил рекордные в карьере семь перехватов в матче с «Детройт Пистонс» (122:121). 15 ноября Дэниелс стал первым игроком со времен Майкла Джордана в сезоне 1989/90, набравшим 15+ очков и совершившим 5+ перехватов в четырех матчах НБА подряд, и первым игроком со времен Элвина Робертсона, совершившим не менее шести перехватов в четырех матчах НБА подряд.
23 декабря в матче с «Миннесотой Тимбервулвз» Дэниелс совершил максимальные в карьере восемь перехватов.
24 апреля 2025 года Дэниелс по итогам сезона 2024/25 занял первое место в опросе на награду самого оборонительного игрока лиги по версии главных тренеров клубов НБА. Дэниэлс набирал в среднем 3,04 перехвата за матч, что стало наивысшим показателем с сезона-1990/91.

## Национальная сборная
В 2018 году Дэниелс представлял Австралию на чемпионате Океании среди юношей до 15 лет в Папуа — Новой Гвинее. Он набирал в среднем 8,3 очка, 3,7 подбора и 2,7 передачи за игру и помог своей команде завоевать золотую медаль. 20 февраля 2021 года 17-летний Дэниелс дебютировал за взрослую сборную Австралии в квалификации Кубка Азии ФИБА. Он набрал 23 очка, сделал шесть перехватов и отдал четыре результативные передачи в победном матче над Новой Зеландией со счетом 81:52. Дэниелс отобрался в сборную Австралии для участия в летних Олимпийских играх 2024. В стартовой победной игре против Испании вышел в стартовом составе и набрал 13 очков за 28 минут.

## Статистика

### Статистика в НБА
| Сезон   | Команда    | Регулярный сезон | Регулярный сезон | Регулярный сезон | Регулярный сезон | Регулярный сезон | Регулярный сезон | Регулярный сезон | Регулярный сезон | Регулярный сезон | Регулярный сезон | Регулярный сезон | Серия плей-офф | Серия плей-офф | Серия плей-офф | Серия плей-офф | Серия плей-офф | Серия плей-офф | Серия плей-офф | Серия плей-офф | Серия плей-офф | Серия плей-офф | Серия плей-офф |
| Сезон   | Команда    | GP               | GS               | MPG              | FG%              | 3P%              | FT%              | RPG              | APG              | SPG              | BPG              | PPG              | GP             | GS             | MPG            | FG%            | 3P%            | FT%            | RPG            | APG            | SPG            | BPG            | PPG            |
| ------- | ---------- | ---------------- | ---------------- | ---------------- | ---------------- | ---------------- | ---------------- | ---------------- | ---------------- | ---------------- | ---------------- | ---------------- | -------------- | -------------- | -------------- | -------------- | -------------- | -------------- | -------------- | -------------- | -------------- | -------------- | -------------- |
| 2022/23 | Нью-Орлеан | 59               | 11               | 17,7             | 41,8             | 31,4             | 65,0             | 3,2              | 2,3              | 0,7              | 0,2              | 3,8              | Не участвовал  | Не участвовал  | Не участвовал  | Не участвовал  | Не участвовал  | Не участвовал  | Не участвовал  | Не участвовал  | Не участвовал  | Не участвовал  | Не участвовал  |
| 2023/24 | Нью-Орлеан | 61               | 16               | 22,3             | 44,7             | 31,1             | 64,2             | 3,9              | 2,7              | 1,4              | 0,4              | 5,8              | 3              | 0              | 5,7            | 33,3           | 0,0            | -              | 0,7            | 0,0            | 0,7            | 0,0            | 1,3            |
| 2024/25 | Атланта    | 76               | 76               | 33,8             | 49,3             | 34,0             | 59,3             | '5,9             | 4,4              | 3,0              | 0,7              | 14,1             | Не участвовал  | Не участвовал  | Не участвовал  | Не участвовал  | Не участвовал  | Не участвовал  | Не участвовал  | Не участвовал  | Не участвовал  | Не участвовал  | Не участвовал  |
|         | Всего      | 196              | 103              | 25,4             | 47,2             | 32,7             | 61,4             | 4,5              | 3,2              | 1,8              | 0,5              | 8,4              | 3              | 0              | 5,7            | 33,3           | 0,0            | -              | 0,7            | 0,0            | 0,7            | 0,0            | 1,3            |

### Статистика в Джи-Лиге
| Сезон   | Команда             | Регулярный сезон | Регулярный сезон | Регулярный сезон | Регулярный сезон | Регулярный сезон | Регулярный сезон | Регулярный сезон | Регулярный сезон | Регулярный сезон | Регулярный сезон | Регулярный сезон | Серия плей-офф | Серия плей-офф | Серия плей-офф | Серия плей-офф | Серия плей-офф | Серия плей-офф | Серия плей-офф | Серия плей-офф | Серия плей-офф | Серия плей-офф | Серия плей-офф |
| Сезон   | Команда             | GP               | GS               | MPG              | FG%              | 3P%              | FT%              | RPG              | APG              | SPG              | BPG              | PPG              | GP             | GS             | MPG            | FG%            | 3P%            | FT%            | RPG            | APG            | SPG            | BPG            | PPG            |
| ------- | ------------------- | ---------------- | ---------------- | ---------------- | ---------------- | ---------------- | ---------------- | ---------------- | ---------------- | ---------------- | ---------------- | ---------------- | -------------- | -------------- | -------------- | -------------- | -------------- | -------------- | -------------- | -------------- | -------------- | -------------- | -------------- |
| 2021/22 | Джи-Лига НБА Игнайт | 29               | 29               | 31,6             | 45,3             | 30,0             | 53,3             | 6,8              | 4,7              | 2,0              | 0,7              | 11,6             | Не участвовал  | Не участвовал  | Не участвовал  | Не участвовал  | Не участвовал  | Не участвовал  | Не участвовал  | Не участвовал  | Не участвовал  | Не участвовал  | Не участвовал  |
| 2023/24 | Бирмингем Сквадрон  | 1                | 0                | 23,6             | 58,3             | 50,0             | 100,0            | 1,0              | 6,0              | 7,0              | 0,0              | 22,0             | Не участвовал  | Не участвовал  | Не участвовал  | Не участвовал  | Не участвовал  | Не участвовал  | Не участвовал  | Не участвовал  | Не участвовал  | Не участвовал  | Не участвовал  |
|         | Всего               | 30               | 29               | 31,4             | 45,8             | 31,1             | 56,3             | 6,6              | 4,8              | 2,2              | 0,7              | 12,0             | Не участвовал  | Не участвовал  | Не участвовал  | Не участвовал  | Не участвовал  | Не участвовал  | Не участвовал  | Не участвовал  | Не участвовал  | Не участвовал  | Не участвовал  |